# 桃莲木属
桃莲木属（学名：Schuurmansiella）是金莲木科的一属。

## 下属物种
本属包括以下物种：
- Schuurmansiella angustifolia (Hook.fil.) Hallier fil.[2]